# 佐竹祐義
佐竹 祐義（さたけ すけよし）は、室町時代の武将。常陸国に勢力を持つ佐竹氏の一門。

## 生涯
応永29年（1422年）に父の与義が戦死し、兄の義郷もまた短期間で隠居もしくは死去したことから、甥の義信に代わって祐義が山入氏の家督を継いだ。応永30年（1423年）6月、将軍足利義持は、常陸守護である惣領の佐竹義憲（後の義人）を解任して祐義を任命しようとし、鎌倉公方足利持氏の反発を買った。この後、幕府は義憲と祐義の両者を一方的に半国守護に任じ、守護が事実上分立する状態になった。
永享の乱・結城合戦では祐義はいずれも幕府方に属しており、鎌倉府方に属した惣領の義人と敵対している。結局鎌倉府方は2度にわたる大敗北を喫したため、義人は隠居して長男の義従（後の義俊）に家督を譲った。
しかし、義人は次第に義俊を疎んじて次男の実定を偏愛するようになり、そのため義俊と実定の間で家督をめぐる抗争が巻き起こった。祐義はこの乱に際して実定を支持して介入し、享徳元年（1452年）には江戸通房らと結託して義俊・義治父子を本拠地太田城から追放した。この抗争は義人・実定の相次ぐ死によって義俊方が勝利し、応仁元年（1467年）に義俊は太田城に復帰している。
祐義の後は長男の義知が継ぎ、宗家との争いを続けた。

## 参考資料
- 冨山章一『奥七郡から出発: 茨城・常陸佐竹氏の軌跡』学研プラス、2017年4月28日。ASIN B071RL7KLT。ISBN 978-4292001273。